# Semiothisa bifilaria
Semiothisa bifilaria är en fjärilsart som beskrevs av George Francis Hampson 1904. Semiothisa bifilaria ingår i släktet Semiothisa och familjen mätare. Inga underarter finns listade i Catalogue of Life.